# Heinrich Ludwig von Gotter
Heinrich Ludwig von Gotter (* in Thüringen; † 1782) war ein preußischer Oberstleutnant und Chef des Garnisonsbataillons Nr. 4.

## Leben
Gotter trat 1741 in die Preußische Armee und kam am 30. April 1741 als Sekondeleutnant in das neuerrichtete Füsilierregiment „Markgraf Heinrich“. Am 25. September 1747 wurde er Premierleutnant, im März 1758 Stabskapitän und am 4. April 1750 Kapitän. Im September 1766 wurde er Major und am 23. Juni 1775 Oberstleutnant. Als solcher erhielt er bereits im September 1775 das Garnisonsregiment „Puttkamer“ in Aken.
Er hatte an allen Feldzügen von Friedrich II. teilgenommen als er 1782 starb. Seine Witwe erhielt eine Pension und starb nach 1786 in Frankenstein.